# Scopula mollicula
Scopula mollicula là một loài bướm đêm trong họ Geometridae.